# 항원

항원(抗原, 영어: antigen)은 면역 반응을 일으켜 특히 항체를 생산하게끔 만드는 물질로써 일반적으로 생명체내에서 이물질로 간주되는 물질의 총체이다. 항원은 주로 병원균이나 바이러스로서 단백질이지만 다당류, 인공적으로 합성된 물질, 부착소, 자신의 몸속에 생긴 변이세포(암세포)등의 다양한 것들도 항원이 될 수 있다.

## 항원의 유형
- 면역원(免疫原, Immunogen) - 면역원은 체내에 들어왔을 때 면역 반응을 일으키는 물질로서 항상 고분자물질(예: 단백질, 다당류)이다. 면역원의 면역반응을 일으키는 능력은 숙주에 흔한 정도, 분자의 크기, 화학적 구성의 차이에 달려있다.
- 내성원(耐性原, Tolerogen) - 내성원은 분자의 구조 때문에 면역학적 관용을 일으키는 항원으로 분자 구조가 바뀌면 면역원으로 변할 수 있다.
- 알레르겐(Allergen) - 알레르겐은 알레르기 반응을 일으키는 물질로서 소화, 흡입, 주사, 피부 접촉 등의 경로로 들어올 수 있다.

세포들은 조직적합성 분자를 통해 항원을 면역체계에 알린다. 전달된 항원과 조직적합성 분자의 유형에 따라 여러 가지 유형의 면역세포들이 활성화된다.

## 항원의 유래
항원은 그들의 유래로 분류될 수 있다.

### 외인성 항원(Exogenous antigens)
외인성 항원은 흡입, 소화, 주사 등의 방법으로 외부로부터 체내로 들어온 항원으로 항원제시세포(antigen-presenting cell, APC)가 세포내식작용(endocytosis)이나 식세포작용(phagocytosis)을 통해 항원을 섭취한 뒤, 이를 조각내어 항원 세포벽이나 단백질을 외부에 제시한다. 제시된 항원은 class II 주조직적합복합체(major histocompatibility complex, MHC)에 걸쳐 있으며, 헬퍼 T 세포(helper T cell 또는 Th)가 이를 인지한다. T세포 중 일부는 주조직적합복합체 단백질에 의하여 활성화되어 사이토카인(cytokine)을 분비한다. 사이토카인은 세포독성 T세포 (cytotoxic T cell 또는 Tc), B 세포, 대식세포 등 다른 면역세포를 활성화하여 면역체계를 가동시킨다.

### 내인성 항원(Endogenous antigens)
내인성 항원은 세포 간에 생성된 항원으로 정상적인 세포의 이화작용이나 바이러스, 세포 간 세균감염에 의해 발생한다. 항원은 class I 주조직적합복합체에 의해 제시되며, 활성화된 세포독성 T 세포의 CD8+ 수용체가 제시된 내부항원을 인지하면, T 세포는 감염된 세포의 세포자살(apoptosis)이나 용균(lysis)을 유도하는 여러 가지 독소를 분비한다.

### 자가 항원(Autoantigens)
자가 항원은 보통 정상적인 단백질(복합체)이나 핵산(DNA, RNA)으로, 자가면역질환을 앓고 있는 환자의 면역체계에 인지된 항원이다. 자가항원은 정상적인 상태에서는 면역체계의 표적이 되지 않지만, 면역적인 요인이나 환경적 요인에 의해 면역적 내성이 결여되면서 항원으로 작용한다.

### 종양 항원(Tumor antigens)
종양 항원은 종양세포 표면에 있는 class I 주조직적합복합체에 의해 제시된 항원이다.
종양세포에 의해서만 제시되는 종양특이항원(tumor-specific antigens)은 일반적으로 종양의 돌연변이에 의해 발생한다. 보통 종양 항원이라 하면 종양특이항원을 가리킨다.
보다 일반적인 종양 항원으로는 종양세포와 일반 세포에서 함께 제시되는 항원인 종양연상항원(tumor-associated antigens)이 있다. 세포독성 T 세포(Tc)가 종양연상항원을 인지하면 종양세포의 급격한 증식이 일어나거나 전이가 되기 전에 종양세포를 파괴할 수 있다.

## 항원의 조건
- 크기: 분자량이 500Da 이하의 작은 분자는 면역반응을 일으키지 않는다.
- 세포의 인식여부: 주조직적합복합체(Major Histocompatibility Complex)에 의해 면역세포가 항원을 인식할 수 있어야 한다. 보통 세포들이 항원이 될 수 있는 분자를 탐식작용으로 끌어들여 소화한 후 주조직적합복합체에 그 조각을 붙여서 세포 밖으로 제시(presenting)한다. 이 과정을 통해 면역체계를 담당하는 세포들이 항원을 인식할 수 있게 된다.
- 면역학적 관용: 자신의 몸 속에 있는 분자들을 인식하는 면역세포들은 면역세포의 발달 과정에서 걸러져 면역학적 관용의 대상이 된다. 즉, 자기자신의 분자는 면역 반응의 대상이 되지 않는다. 면역학적 관용을 인공적으로 유도할 수 있는데 과다한 면역 반응의 결과인 각종 알레르기의 치료는 이러한 관용을 유도함으로써 가능하다.
- 자가면역질환: 자기 자신의 조직 분자일지라도 면역세포에 노출되지 않았다면 면역반응을 일으킬 수 있다. 직접 혈액과 접촉하지 않는 관절 속의 연골조직이나 눈의 수정체 등은, 성장한 후(면역기능이 생긴 후) 혈액속으로 그 조직의 일부가 흘러들어가는 경우 면역반응을 유발할 수 있다. 이로 인해 자가면역질환들이 생겨난다고 알려져 있다.

## 같이 보기
- 항원 결정기